# 聖米格爾德阿科斯區
8°22′1.2″S 77°39′0″W / 8.367000°S 77.65000°W
聖米格爾德阿科斯區（西班牙語：Distrito de San Miguel de Acos），是秘魯的一個區，位於該國中南部利馬大區的瓦拉爾省，始建於1956年12月31日，面積48.2平方公里，海拔高度1,576米，2007年人口754，人口密度每平方公里16人。